# SMiLE
SMiLE – album studyjny grupy The Beach Boys. Wydany został 1 listopada 2011 roku pod nazwą The SMiLE Sessions. 
Album miał początkowo być wydany po Smiley Smile, jednak Brian Wilson nie dokończył swego dzieła i nabawił się załamania nerwowego. Powody nieukończenia SMiLE wyjawił później w dokumencie "Beautiful Dreamer".
Z okazji obchodów 50-lecia grupy album został ukończony i wydany przez Capitol Records.